# Vesterålen
Le Vesterålen (pronuncia in lingua norvegese: [ˈvɛ̂sːtəɾoːln̩]), in italiano anche Vesterali, sono un arcipelago norvegese situato sopra il Circolo polare artico. 
Costituiscono uno dei distretti tradizionali della contea di Nordland.
L'arcipelago è costituito dalle isole di Langøya, Andøya, Hadseløya, Hinnøya, Austvågøy e molte altre isole minori e suddiviso tra i comuni di Andøy, Bø, Hadsel, Sortland e Øksnes.
Come tutte le località sopra il circolo, qui si possono ammirare i fenomeni del sole di mezzanotte e dell'aurora boreale.

## Popolazione

Gli arcipelaghi delle Lofoten e delle Vesterålen.

La popolazione delle Vesterålen vive principalmente di pesca e turismo.
Il famoso merluzzo norvegese è pescato anche in questa zona dai pescherecci ed esportato all'estero.
Oltre alla pesca vi è anche il turismo, molte sono infatti le persone attratte dalla natura incontaminata.

## Natura
Nelle Vesterålen la natura è rimasta più o meno incontaminata da sempre, vi sono ancora le foreste montane (anche se alcune sono state tagliate per la produzione di carta) o praterie in cui gli animali vivono tranquillamente.
Numerosi sono anche i fiordi e i ghiacciai.